# Episodi di Lobo (seconda stagione)
La seconda stagione della serie televisiva Lobo è stata trasmessa in anteprima negli Stati Uniti d'America dalla NBC tra il 30 dicembre 1980 e il 5 maggio 1981.
| nº | Titolo originale                                  | Titolo italiano | Prima TV USA     | Prima TV Italia |
| -- | ------------------------------------------------- | --------------- | ---------------- | --------------- |
| 1  | The Dirtiest Girls in Town                        |                 | 30 dicembre 1980 |                 |
| 2  | The Girls with the Stolen Bodies                  |                 | 6 gennaio 1981   |                 |
| 3  | The Fastest Women Around                          |                 | 13 gennaio 1981  |                 |
| 4  | Macho Man                                         |                 | 20 gennaio 1981  |                 |
| 5  | Airsick - 1981                                    |                 | 3 febbraio 1981  |                 |
| 6  | Co-eds with Sticky Fingers                        |                 | 10 febbraio 1981 |                 |
| 7  | Sex and the Single Cop                            |                 | 17 febbraio 1981 |                 |
| 8  | Another Day, Another Bomb                         |                 | 24 febbraio 1981 |                 |
| 9  | The French Follies Caper                          |                 | 3 marzo 1981     |                 |
| 10 | Bang, Bang... You're Dead!                        |                 | 24 marzo 1981    |                 |
| 11 | The Cowboy Connection                             |                 | 31 marzo 1981    |                 |
| 12 | What're Girls Like You Doing in a Bank Like This? |                 | 7 aprile 1981    |                 |
| 13 | Lobo and the Pirates                              |                 | 21 aprile 1981   |                 |
| 14 | The Roller Disco Karate Kaper                     |                 | 28 aprile 1981   |                 |
| 15 | Keep on Buckin'                                   |                 | 5 maggio 1981    |                 |